# Phơi ải đất
Phơi ải là một phương pháp thân thiện với môi trường sử dụng năng lượng mặt trời để kiểm soát các tác nhân gây bệnh trong đất bằng cách phủ đất và che nó với tarp, thường là với lớp phủ polyethylene trong suốt, để giữ năng lượng mặt trời. Nó cũng có thể mô tả các phương pháp khử trùng đất bằng cách sử dụng ánh sáng mặt trời hoặc năng lượng mặt trời.

## Khử khuẩn đất
Phơi ải đất (gọi tắt là làm nóng đất năng lượng mặt trời trong các ấn phẩm đầu) là một phương pháp khử khuẩn đất tương đối mới, lần đầu tiên mô tả chi tiết khoa học rộng lớn bởi Katan và cộng sự năm 1976, trình bày các kết quả của một loạt các nghiên cứu được thực hiện trong điều kiện hiện trường, bắt đầu trong năm 1973, để kiểm soát các mầm bệnh soilborne và cỏ dại, chủ yếu là xử lý đất trước khi trồng. Đất là lớp phủ và sau đó được phủ với polyethylene trong suốt trong mùa nóng, do đó nung nóng nó và giết chết các loài gây hại.

## Khử nhiễm đất
Một nghiên cứu năm 2008 đã sử dụng một tế bào năng lượng mặt trời để tạo ra một điện trường để khắc phục hậu quả (EK) điện động của đất bị ô nhiễm cadmium. Các tế bào năng lượng mặt trời có thể điều khiển sự di trú điện tử của cadmium trong đất bị ô nhiễm, và hiệu quả loại bỏ được thực hiện bằng cách các tế bào năng lượng mặt trời được so sánh với điều đó đạt được bằng cách cung cấp năng lượng thông thường.
Tại Hàn Quốc, các phương pháp khắc phục hậu quả khác nhau của bùn đất và nước ngầm bị ô nhiễm với benzene tại một trạm khí ô nhiễm đã được đánh giá, bao gồm năng lượng mặt trời điều khiển, hệ thống lò phản ứng photocatalyzed cùng với các quá trình oxy hóa tiên tiến khác nhau (AOP). Phương pháp khắc phục hậu quả hiệp đồng nhất kết hợp một quá trình ánh sáng mặt trời với bùn TiO2 và H2O2 hệ thống, đạt 98% benzene suy thoái, một sự gia tăng đáng kể trong việc loại bỏ các benzen.

## Lịch sử
Những nỗ lực được thực hiện sử dụng năng lượng mặt trời cho kiểm soát các tác nhân gây bệnh trong đất và trong nguyên liệu thực vật đã có trong nền văn minh cổ xưa của Ấn Độ. Năm 1939, Groashevoy, người sử dụng thuật ngữ "năng lượng mặt trời để khử trùng cát," kiểm soát Thielaviopsis basicola khi làm nóng cát bằng cách tiếp xúc với ánh sáng mặt trời trực tiếp.
Phơi ải đất là cách tiếp cận thứ ba đối với disinfestation đất, hai cách tiếp cận chính khác, hấp đất và xông hơi khử trùng đất, được phát triển vào cuối thế kỷ 19. Ý tưởng của phơi ải đất dựa trên những quan sát của các cán bộ khuyến nông và nông dân Thung lũng Jordan nóng, người đã nhận thấy nhiệt chuyên sâu của đất phủ polyethylene. Sự tham gia của kiểm soát sinh học cơ chế kiểm soát mầm bệnh và những tác động có thể được chỉ ra trong lần xuất bản đầu tiên, nhận thấy hiệu quả rất dài của việc điều trị. Năm 1977, Mỹ các nhà khoa học từ Đại học California tại Davis đã báo cáo sự kiểm soát của Verticillium trong một cánh đồng bông, dựa trên các nghiên cứu bắt đầu vào năm 1976, do đó biểu thị, cho lần đầu tiên, có thể áp dụng rộng phương pháp này.
Việc sử dụng polyethylene cho phơi ải đất khác nhau về nguyên tắc từ việc sử dụng nông nghiệp truyền thống của nó. Với phơi ải, đất là lớp phủ trong những tháng nóng nhất (chứ không phải là lạnh nhất, như trong văn hóa chất dẻo thông thường là nhằm mục đích bảo vệ cây trồng) để làm tăng nhiệt độ tối đa trong một nỗ lực để đạt được mức độ nhiệt gây chết vi sinh vật.
Trong 10 năm đầu tiên sau khi xuất bản 1976 có ảnh hưởng, phơi ải đất đã được điều tra trong ít nhất 24 quốc gia  và đã được áp dụng tại hơn 50 quốc gia, chủ yếu ở các vùng nóng, mặc dù đã có một số trường hợp ngoại lệ quan trọng. Các nghiên cứu đã chứng minh hiệu quả của phơi ải đất với cây trồng khác nhau, bao gồm rau quả, cây trồng các lĩnh vực, cây cảnh và cây ăn quả, chống lại tác nhân gây bệnh, cỏ dại và động vật chân đốt một đất. Những tác nhân gây bệnh và cỏ dại mà không được kiểm soát bởi phơi ải cũng được phát hiện. Những thay đổi sinh học, hóa học và vật lý có trong đất được phơi ải trong và sau khi phơi ải đã được điều tra, cũng như sự tương tác của phơi ải với các phương pháp kiểm soát khác. Ảnh hưởng lâu dài bao gồm cả kiểm soát sinh học và đáp ứng sự tăng trưởng gia tăng đã được xác nhận ở các vùng khí hậu và đất khác nhau, thể hiện khả năng áp dụng chung của phơiair.
Máy vi tính mô phỏng mô hình đã được phát triển để hướng dẫn các nhà nghiên cứu và những người trồng cho dù các điều kiện môi trường xung quanh của địa phương mình phù hợp cho phơi ải đất.
Các nghiên cứu về cải thiện phơi ải đất bằng cách tích hợp nó với các phương pháp khác hoặc bởi việc phơi ải trong nhà kính đóng kín, hoặc các nghiên cứu liên quan đến ứng dụng thương mại bằng cách phát triển của các máy lớp phủ cũng thực hiện.
Việc sử dụng phơi ải đất trong vườn cây ăn trái hiện có (ví dụ như kiểm soát Verticillium trong hồ trăn đồn điền) là một độ lệch quan trọng từ các phương pháp trước gieo trồng tiêu chuẩn và đã được báo cáo vào đầu năm 1979.